# 太平歌

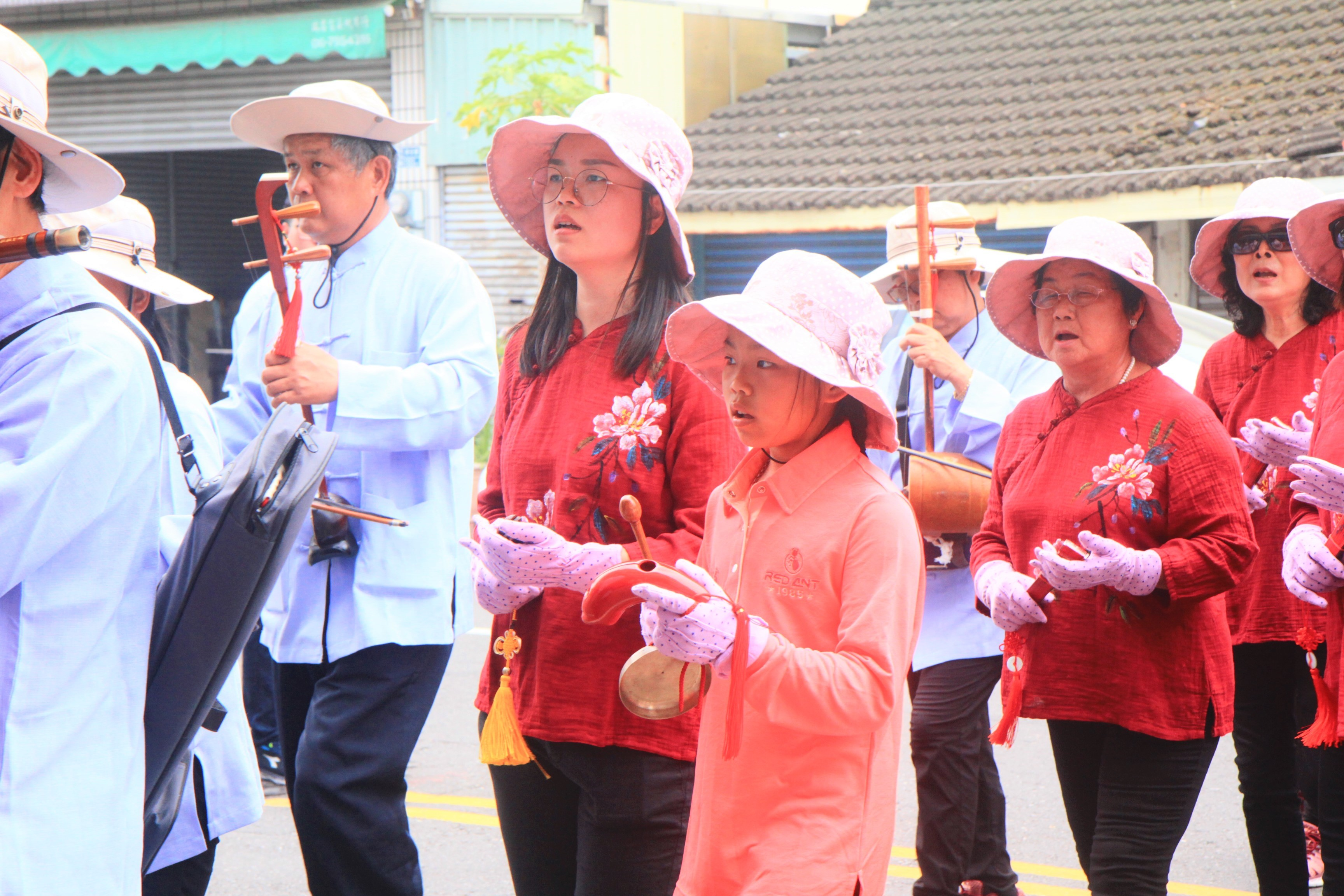
永吉吉安宮天子門生演唱

太平歌，台灣本土之傳統樂曲，流傳於閩南族群間；又稱「太平清歌」、「天子門生(天子文生)」、「品管」、「品館」等，屬只歌不舞的藝陣，分為前場歌唱，後場以樂器為輔，歌曲結構為「歌頭+曲」為主要特色。現今流行於臺南市、高雄市等地之大型宗教活動中。

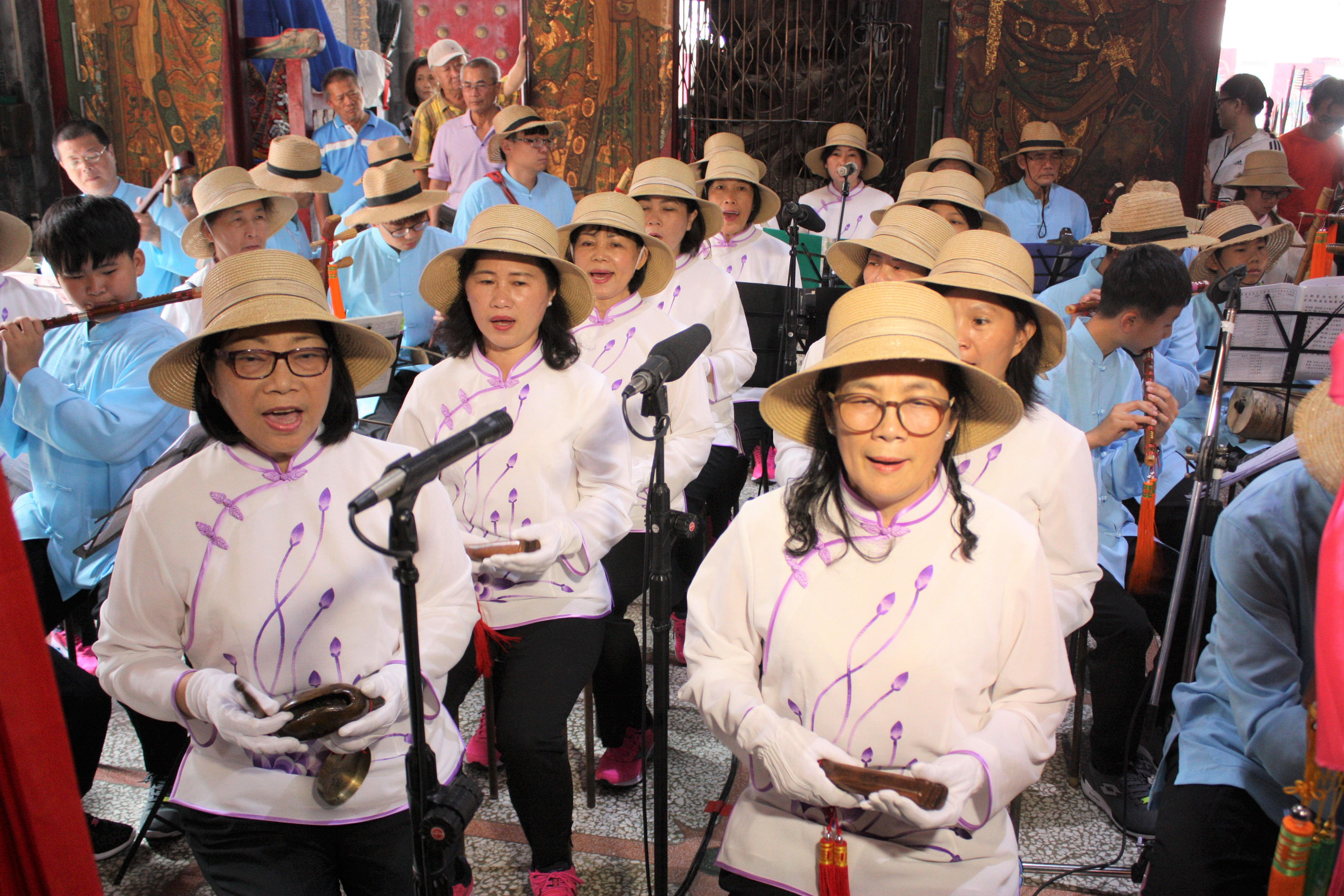
公親寮清水寺天子門生演唱

## 名稱由來
先人稱「太平歌」、「太平清歌」皆是透過演唱歌曲獻給神明，祈求天下太平之意。另外，據唐傳奇小說《李娃傳》表示，鄭元和奉父親之命赴京趕考，途中遇一名妓李亞仙，一見鍾情，並流連於妓院。最終花光盤纏，遭趕出妓院流落街頭，被乞丐相救，唱曲行乞度日。亞仙憐其遭遇並感其情深，陪伴鄭元和讀書，以求取功名，最終狀元及第，並被天子追封為「天子門生」，丐幫弟兄便以天子門生自居。而太平歌也被稱為「天子門生」，因「門」和「文」的閩南語發音相似，因此兩字皆通用。另外亦簡稱為「歌館」、「歌陣」，也因使用笛子而稱「品管」。

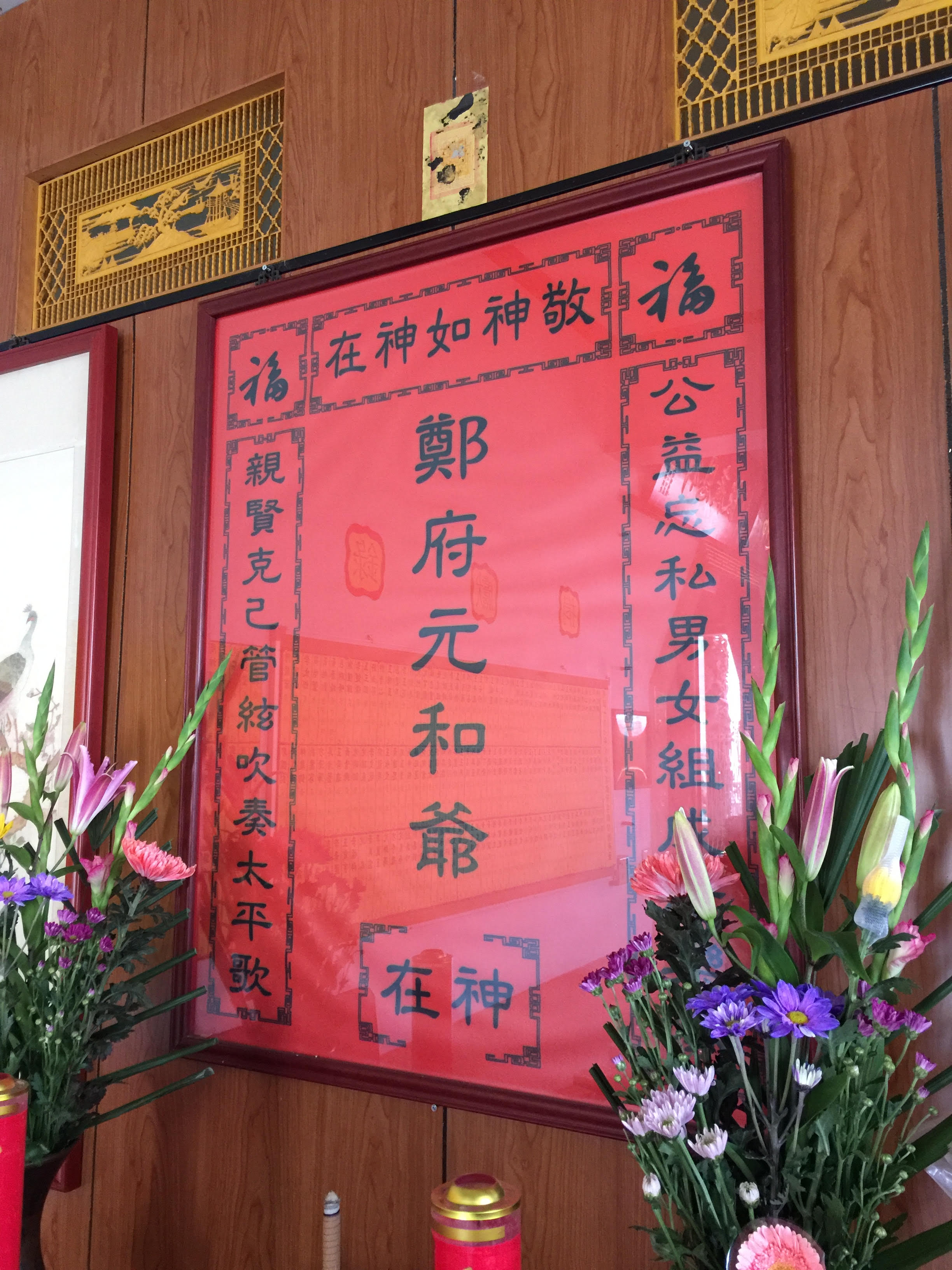
祖師爺鄭元和

## 歌曲形式
早期太平歌團體眾多，各地區的唱曲形式、稱呼也不完全相同。而「歌頭」、「曲」是各個太平歌團體裡，最基本也是最主要的部分，唱曲之前先唱歌頭為固定的規則，因此「歌頭+曲」是基本完整的一個太平歌演唱的形式。

### 歌頭
歌頭為太平歌主要的特色，也是太平歌最清楚的辨識。歌頭唱於曲之前，基本結構以「七言四句」為一節，其歌詞內容為接續曲目的故事大綱，以台灣本地歌仔中的大調、清調、倍士、倍士反、五空仔等為曲調。歌頭也分「單一歌頭」及「長篇歌頭」，單一歌頭以七言四句為單一節；長篇歌頭是多個單一歌頭連續組成，一節唱完又接著下一節，不限節數，每個團體所保存的節數長度也會有所不同。

### 曲
曲接於歌頭之後，大多引用南管散曲，其內容以陳三五娘（荔鏡記）、白兔記、呂蒙正、王昭君、董永與七仙女、留鞋記、孟姜女....等，南管散曲常見的故事。曲目唱法與南管曲不完全相同，部分會微幅改編，但基本的門頭架構不會變。曲目的拍撩速度也快於南管曲，各團體的拍撩打法會有所不同。

### 譜
譜為不唱曲詞，純樂器演奏之歌曲，有些團體亦稱「器樂曲」。

### 過路歌
過路歌，亦稱路歌、行路歌，唱法和歌頭相同，以「七言四句」為一節，唱於走路行徑中。過路歌並無固定歌曲，各團體的習慣不同，也有團體直接將歌頭作為過路歌來唱，節數也分「單一」及「長篇」。

### 行路譜
在隊伍行徑中所演奏的稱「行路譜」。而行路譜分為兩種形式，一種是有唱詞，歌者會唸唱工尺譜；另一種為純樂器演湊，歌者不唱任何曲詞。

## 彩牌
彩牌是太平歌陣的象徵物，更是出陣行進的引導。
多以木雕工法製作，亦可見刺繡、彩繪或其他材質製成。造型多採書卷狀，上刻有聚落名+天子門（文）生或太平歌字樣，並配上翔獸、花鳥、博古等傳統圖樣裝飾。綵牌上多綁有紅綢，下方則綴有流蘇，以添喜氣；而部分太平歌會搭配對燈，以添陣頭氣勢。

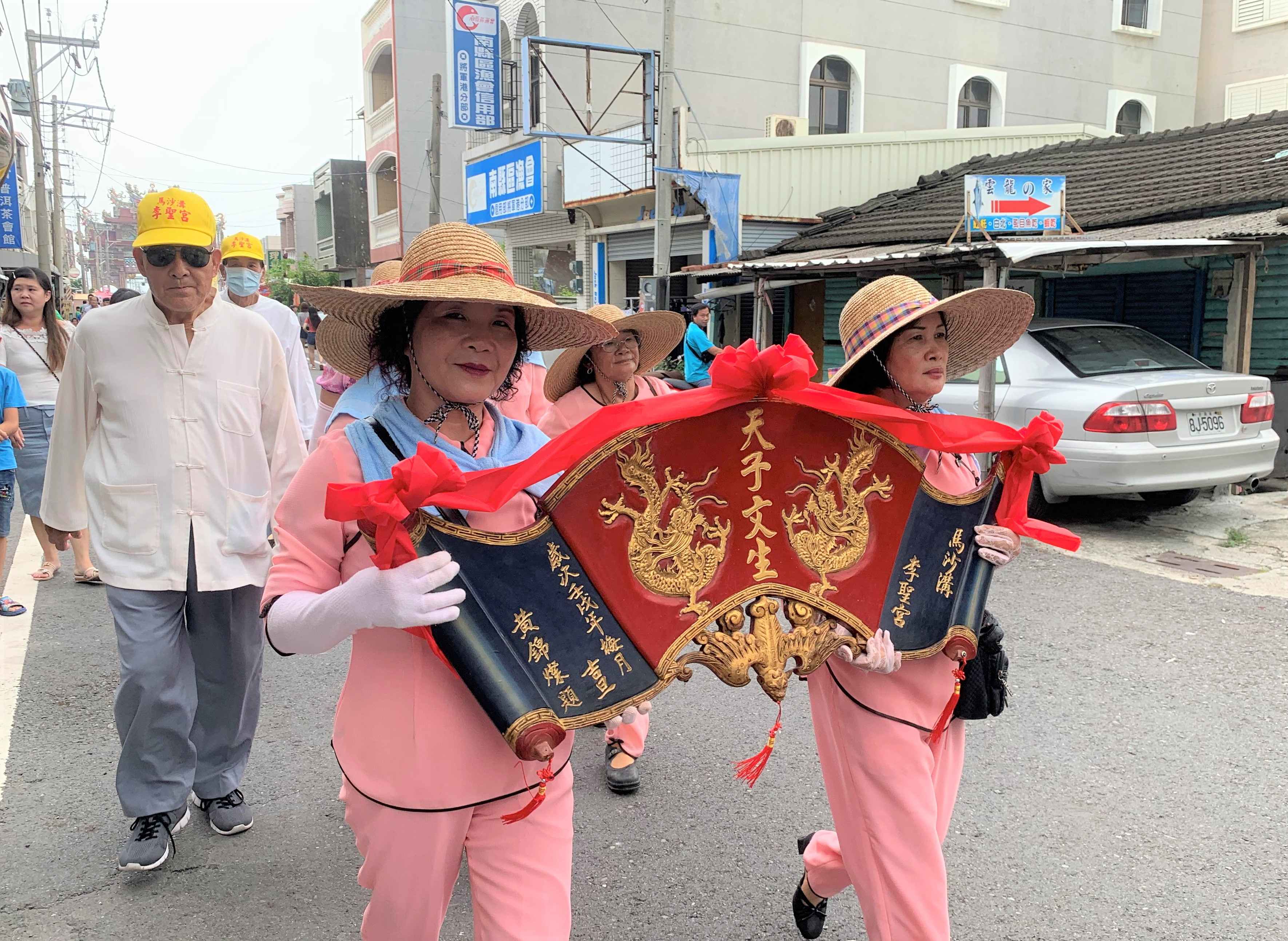
馬沙溝天子文生彩牌

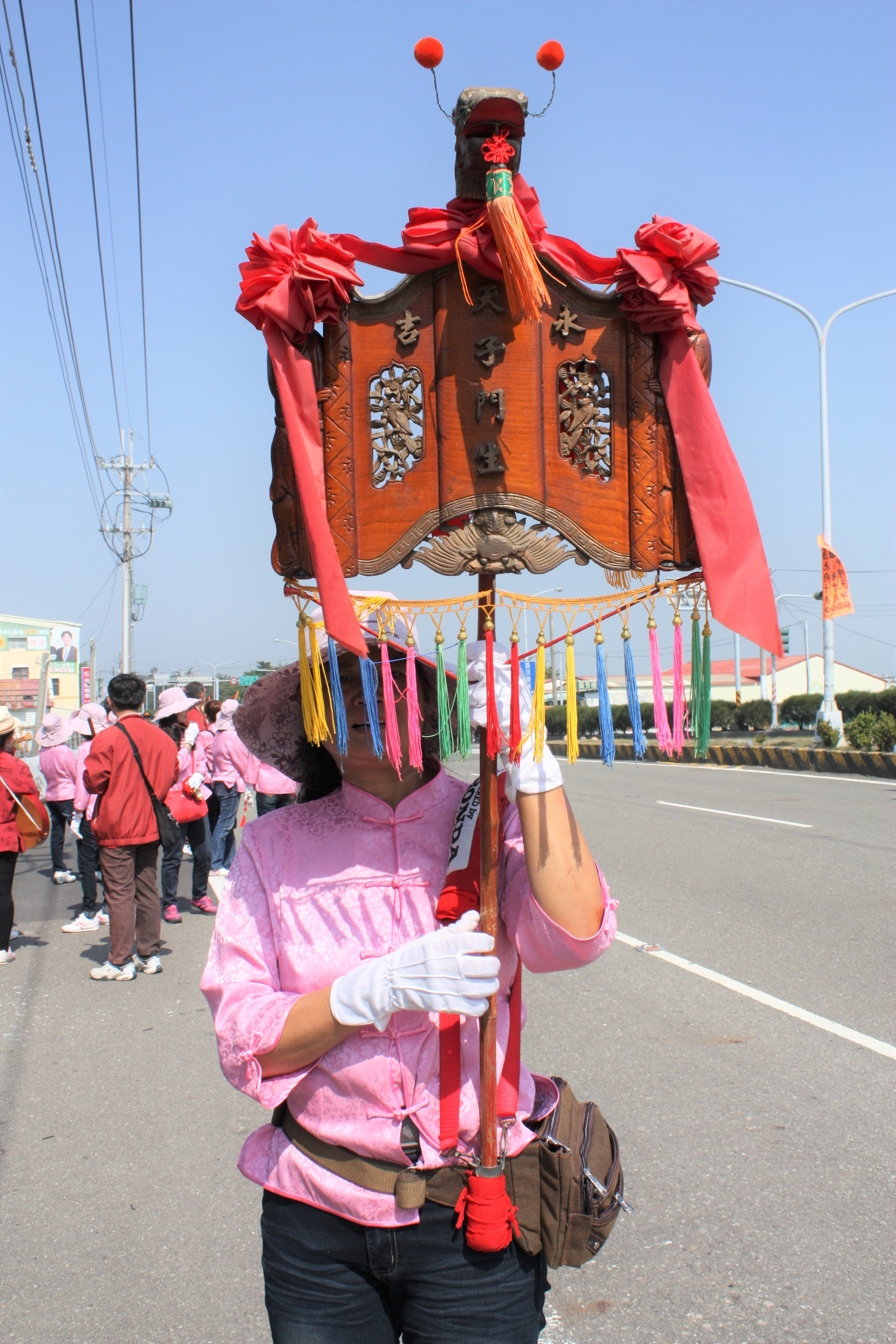
永吉天子門生彩牌

## 使用樂器
太平歌有自己本身所使用的樂器編制，也有部分太平歌陣因部分歷史背景因素，將南管樂器（洞簫、南管琵琶、南管二絃等）納入使用。以下為太平歌普遍使用之樂器編制。

### 鑼仔扣仔
鑼仔扣仔是由鑼仔（小鑼）與扣仔（木魚）所組為一組，學術稱法為「叫鑼」。扣仔（木魚）為歌唱者打節拍用，外型為半月形或鯉魚造型，敲擊時會發出清脆的「扣」聲，以敲擊的聲音又稱為「呆呆扣」或「乃呆扣」。高雄地區的太平歌不使用叫鑼。

### 拍
拍為五片木材組成，尾端以一細繩繫聚，由歌唱者手持打節拍用，亦有團體稱之為「五指」。拍板的持法分為「正拍」與「倒拍」，依照各個團體的習慣或本身所流傳的持法會有所不同。

### 品仔
品仔為竹製橫笛，現今大多使用國樂中國笛。品仔為太平歌後場樂器中的靈魂，所有樂器的音域調性必須以品仔的音為基準，因此太平歌也稱為「品管」或「品館」，而大部分的太平歌團體也都以品仔作為起音。

### 月琴
太平歌所使用的月琴為台灣月琴，主體分為琴首、琴柄、琴身三個部份，傳統的琴首為兩支琴軫繫兩條琴絃，琴柄音階位為「四項七品」，琴身共鳴箱為圓形狀，琴面為梧桐木製成。

### 三絃
太平歌使用的三絃為「小三絃」，其音箱有蟒蛇皮或梧桐木面兩種，琴首有三支木軫繫三條琴絃，聲音低沉強勁，有加強節奏的功能。

### 殼仔絃
殼仔絃音箱本體為椰子內殼，音箱面為梧桐木面，以竹中柱穿越音箱，繫兩條絃，以琴弓摩擦琴絃發出高亢的聲音。

### 大廣絃
大廣絃為竹中柱，音箱為圓筒狀的林投木材質，音箱面為梧桐木面，中柱有兩支木軫繫兩條絃，以琴弓摩擦絃發出低沉有力的聲音。

### 吊鬼仔
吊鬼仔為京胡的閩南語發音，中柱為竹製，琴首有兩支木軫繫兩條絃，琴筒中的段開有長方形對穿的孔，成為琴筒的復共鳴部分。琴筒直徑為釐米左右，一端開口，另一端蒙上蛇皮，音色清脆而嘹亮。目前茄萣地區的太平歌會使用吊鬼仔。

### 各團使用之樂器
| 團體名稱                 | 歌唱者樂器   | 後場樂器                                   | 備註                         |
| ------------------------ | ------------ | ------------------------------------------ | ---------------------------- |
| 公親寮清水寺天子門生     | 鑼仔扣仔、拍 | 品仔、月琴、殼仔絃、大廣絃、三絃           |                              |
| 永吉吉安宮天子門生       | 鑼仔扣仔、拍 | 品仔、月琴、殼仔絃、大廣絃、三絃           |                              |
| 港墘港興宮天子門生       | 鑼仔扣仔、拍 | 品仔、月琴、殼仔絃、大廣絃、三絃           |                              |
| 後營普護宮天子門生       | 鑼仔扣仔、拍 | 品仔、月琴、殼仔絃、大廣絃、三絃           |                              |
| 蘇厝長興宮天子文生       | 鑼仔扣仔、拍 | 品仔、月琴、殼仔絃、大廣絃、三絃、吊鬼仔   | 2022年復陣後，已無使用吊鬼仔 |
| 麻豆巷口集英社太平清歌   | 鑼仔扣仔、拍 | 品仔、南管琵琶、月琴、殼仔絃、大廣絃、三絃 |                              |
| 馬沙溝李聖宮天子文生     | 鑼仔扣仔、拍 | 品仔、月琴、殼仔絃、大廣絃、三絃           |                              |
| 新光代天府太平歌陣       | 鑼仔扣仔、拍 | 品仔、月琴、殼仔絃、大廣絃、三絃           | 舊南寮時期無鑼仔扣仔         |
| 頂茄萣賜福宮和音社太平歌 | 拍           | 品仔、月琴、殼仔絃、大廣絃、三絃、吊鬼仔   |                              |
| 下茄萣金鑾宮太平歌樂社   | 拍           | 品仔、月琴、殼仔絃、大廣絃、三絃、吊鬼仔   |                              |
| 內門番仔路和樂軒太平歌   | 拍           | 洞簫、南管琵琶、大廣絃、三絃               |                              |
| 內門鴨母寮太平清歌       | 拍           | 品仔、月琴、殼仔絃、大廣絃、三絃           |                              |

## 演唱形式

### 單、雙人唱

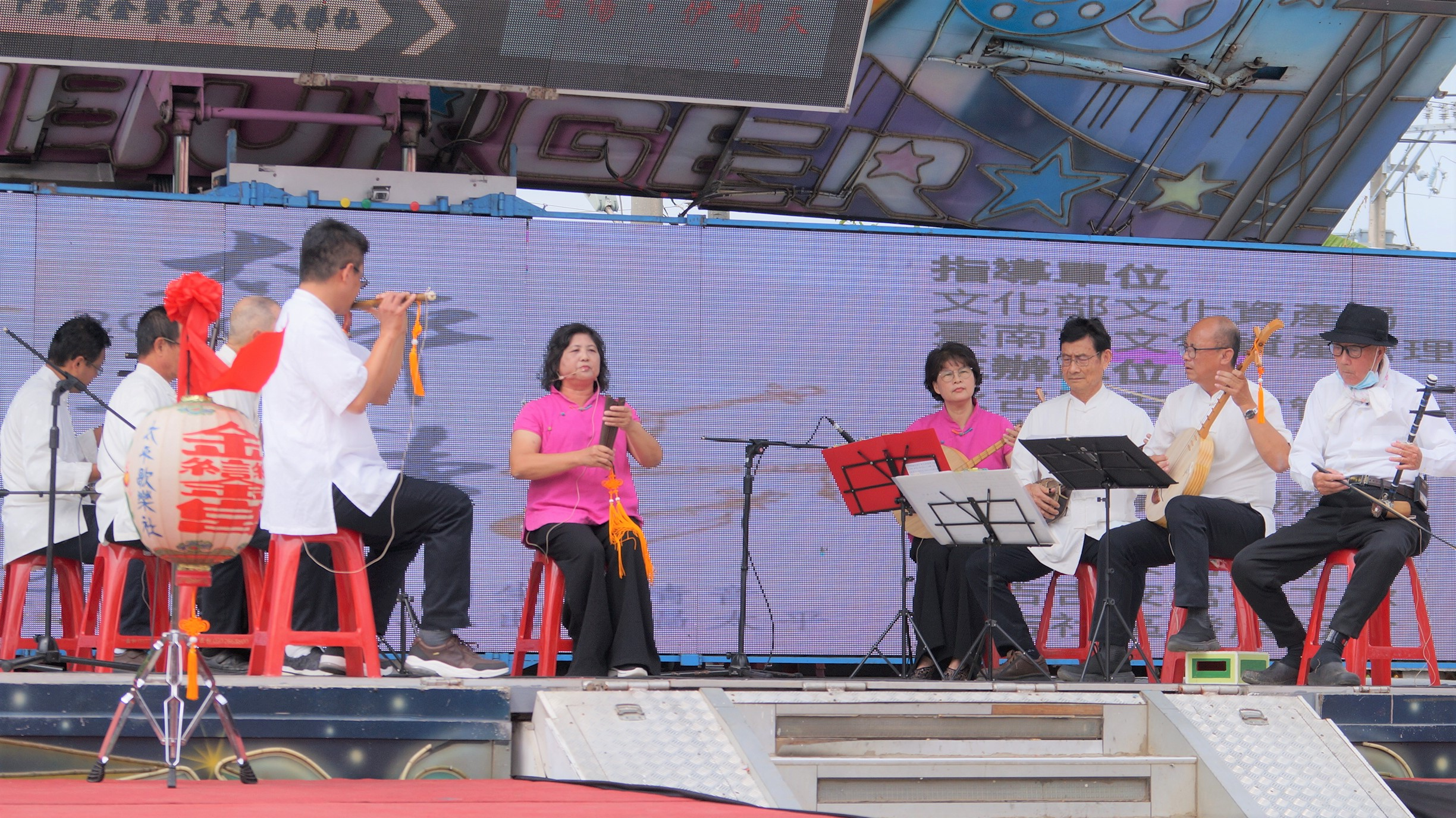
單人演唱

由單一位或兩位歌唱者演唱。

### 多人齊唱
由多位歌唱者共同演唱，人數不限，一般都為雙數。

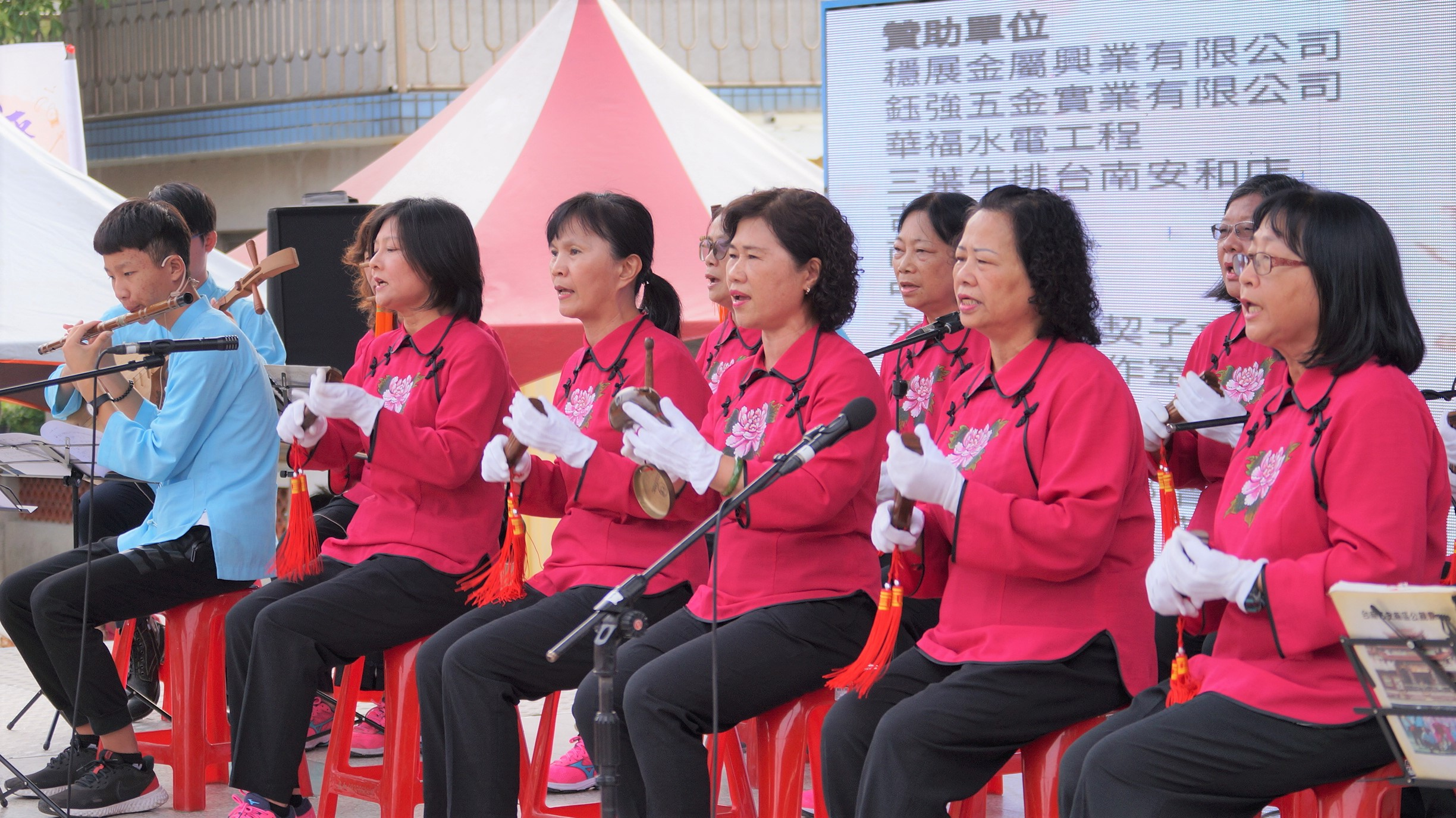
多人齊唱

### 定點排場
於特定事件在固定空間進行一段時間的曲唱、演奏，稱之為「排場」，歌唱者居中，樂師位於歌唱者兩旁或後方。常見於廟宇神明的祝壽，舞台表演，香科開館等定點演唱。

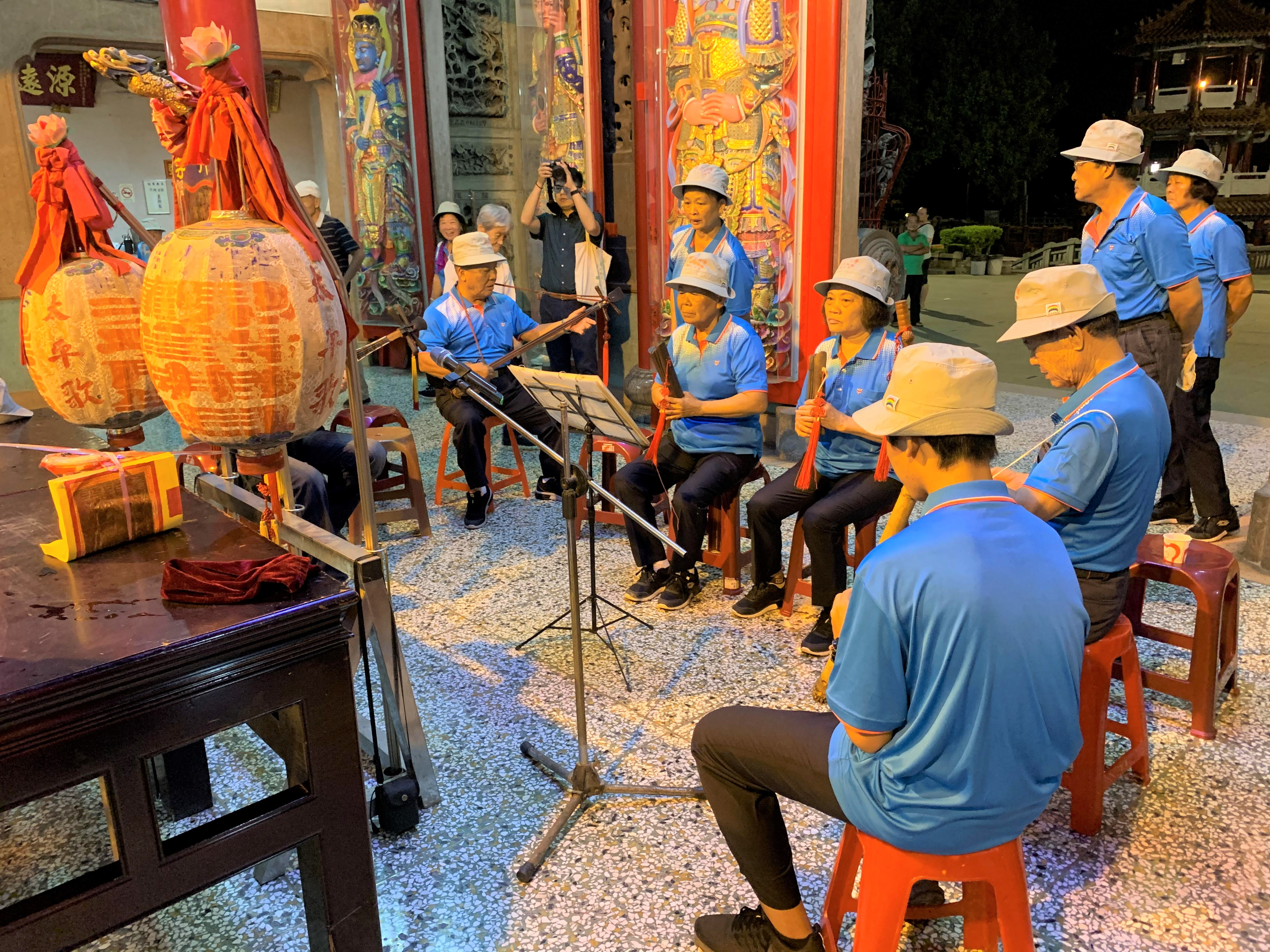
排場演唱

### 行徑中唱
行徑中唱為隊伍行徑中同時演唱，而每個團體的隊伍排列順序會依照各自的習慣會有所不同。

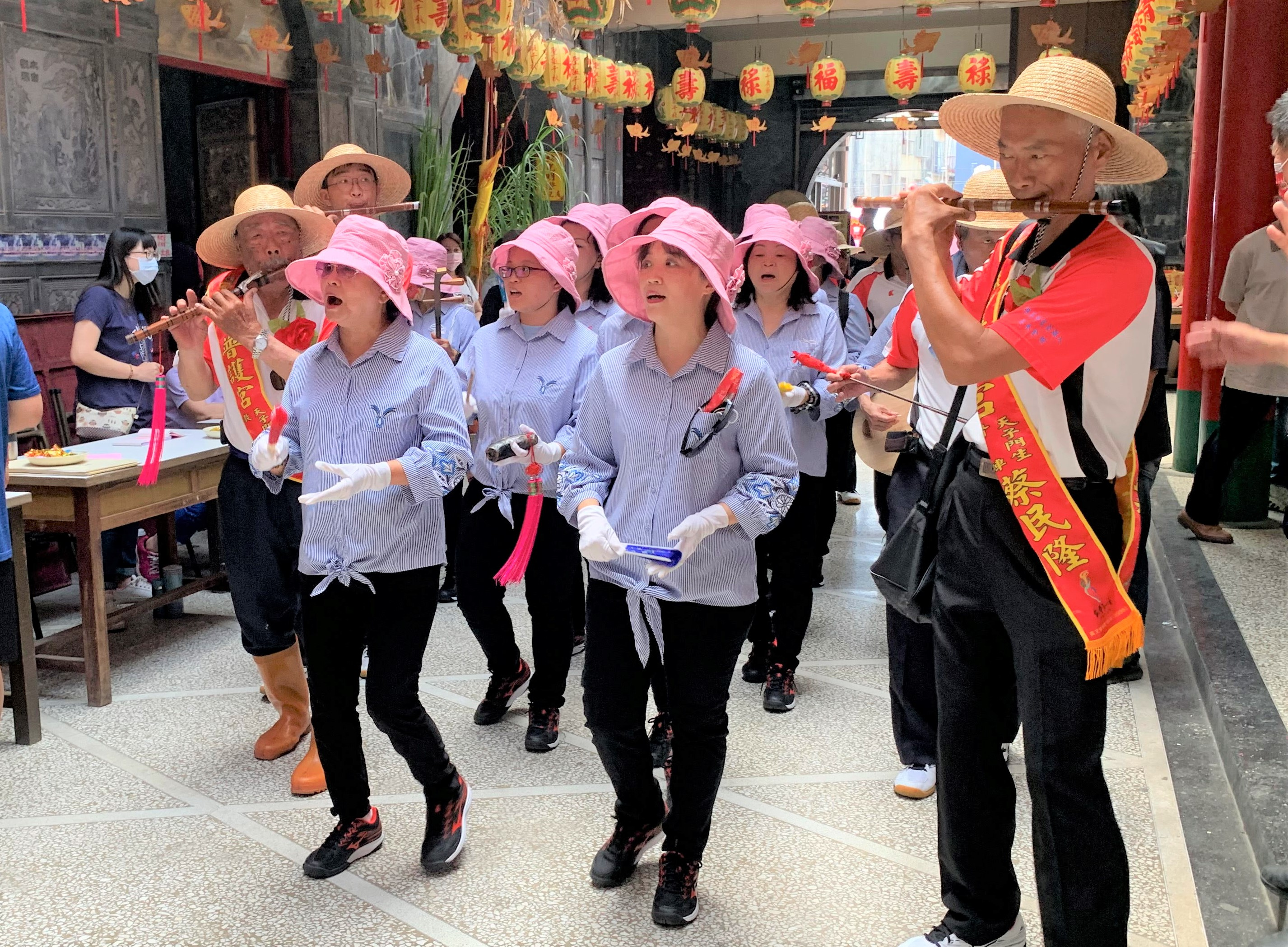
行徑中演唱

## 各地現存太平歌團體
| 地區         | 名稱                     | 成立年代       | 參加之宗教活動                 | 備註                     |
| ------------ | ------------------------ | -------------- | ------------------------------ | ------------------------ |
| 臺南市安南區 | 公親寮清水寺天子門生     | 西元1866年     | 西港刈香                       | 臺南市定傳統藝術保存團體 |
| 臺南市七股區 | 永吉吉安宮天子門生       | 西元1890年左右 | 西港刈香                       | 臺南市定傳統藝術保存團體 |
| 臺南市佳里區 | 港墘港興宮天子門生       | 西元1872年     | 西港刈香                       | 臺南市定傳統藝術保存團體 |
| 臺南市西港區 | 後營普護宮天子門生       | 西元1901年     | 西港刈香                       |                          |
| 臺南市安定區 | 蘇厝長興宮天子文生       | 清末時期       | 蘇厝長興宮王醮                 |                          |
| 臺南市麻豆區 | 麻豆巷口集英社太平清歌   | 西元1917年     | 麻豆刈香                       | 臺南市定傳統藝術保存團體 |
| 臺南市將軍區 | 馬沙溝李聖宮天子文生     | 西元1946年     | 李聖宮神祇聖誕進香             |                          |
| 臺南市關廟區 | 新光代天府太平歌陣       | 西元2018年     | 關廟山西宮王醮                 | 前身淵源為關廟南寮太平歌 |
| 高雄市茄萣區 | 頂茄萣賜福宮和音社太平歌 | 日治時期       | 頂茄萣賜福宮王醮               |                          |
| 高雄市茄萣區 | 下茄萣金鑾宮太平歌樂社   | 日治時期       | 下茄萣金鑾宮王醮               | 高雄市文化資產保存團體   |
| 高雄市內門區 | 內門番仔路和樂軒太平歌   | 清末時期       | 羅漢門迎佛祖（內門紫竹寺）     |                          |
| 高雄市內門區 | 內門鴨母寮太平清歌       | 西元1920年     | 羅漢門迎佛祖（內門南海紫竹寺） |                          |